# Alex Cevallos
Pour les articles homonymes, voir Cevallos.
Alejandro Manuel Cevallos Villaciencio, ou simplement Alex Cevallos, né le 3 août 1967 à Ancón en Équateur, est un footballeur international équatorien actif de 1988 à 1996 au poste de gardien de but. Il est le frère aîné de José Cevallos.
Il compte 23 sélections en équipe nationale entre 1988 et 1996.

## Biographie

### Équipe nationale
Alex Cevallos est convoqué pour la première fois en 1988. 
Il fait partie de l'équipe équatorienne à la Copa América 1997 en Bolivie, où il joue aucune rencontre. 
Il compte 23 sélections avec l'équipe d'Équateur entre 1988 et 1996.

## Palmarès

### En club
- Avec l'Emelec :
  - Champion d'Équateur en 1993 et 1994